# György Pásztor
György Pásztor (* 2. März 1923 in Törökbálint; † 22. August 2022) war ein ungarischer Eishockeyspieler und Sportfunktionär.

## Karriere als Eishockeyspieler
György Pásztor wurde am 2. März 1923 in Törökbálint geboren. Auf gefrorenen Seen lernte er das Schlittschuhlaufen. 1933 begann er im Alter von 10 Jahren mit dem Eishockeyspielen, während er das Fasori Gimnázium in Budapest besuchte. 1941 machte er seinen Abschluss.
Im Alter von 17 Jahren trat Pásztor der ungarischen Junioren-Eishockeynationalmannschaft bei und nahm mit dieser 1940 an einem Turnier in Garmisch-Partenkirchen teil, das als Alternative zu den abgesagten Olympischen Winterspielen 1940 stattfand. Mit der ungarischen Nationalmannschaft nahm Pásztor unter anderem an den Olympischen Winterspielen 1964 teil.
Auf Vereinsebene konnte Pásztor fünf ungarische Meistertitel gewinnen. Den ersten gewann er in der Saison 1943/44 mit dem BKE Budapest, für den er von 1941 bis 1944 spielte. Nach dem Zweiten Weltkrieg nahm der Stürmer das Eishockeyspielen zur Saison 1948/49 wieder auf und war nun für den Csepel SC aktiv. Eine Spielzeit später schloss er sich dem Meteor Mallerd an, der zwei Jahre später sich in Vörös Meteor Budapest umbenannte.  Mit dem Klub gewann er 1950, 1952, 1957 und 1959 die ungarische Meisterschaft. In der Saison 1959/60 beendete Pásztor seine Spielerkarriere als Spielertrainer beim Budapesti Építők SC.

## Karriere als Sportfunktionär
1957 wurde Pásztor Spielervertreter im Vorstand des ungarischen Eissportverbandes. Von 1963 bis 1988 hatte er das Amt des Präsidenten dieses Verbandes inne und war an der Gründung des nationalen Eishockeyverbands Magyar Jégkorong Szövetség beteiligt. Bis 1994 war Pászotr Vizepräsident des Verbandes. Pásztor berichtete bei den Olympischen Sommerspielen 1972 als Radioreporter und wurde 1989 Mitglied des Magyar Olimpiai Bizottság. Bei der Eishockey-Weltmeisterschaft der Herren 2000 war er Manager der ungarischen Nationalmannschaft.
Pásztor war unter anderem aufgrund seiner Sprachkenntnisse in Englisch und Deutsch die erste Person, die Ungarn bei der Internationalen Eishockey-Föderation (IIHF) vertrat. Er war von 1959 bis 1982 Delegierter Ungarns. 1971 wurde er Mitglied des medizinischen Komitees der IIHF und von 1982 bis 1994 war er als Mitglied des IIHF-Exekutivrats und als Vorsitzender des medizinischen Komitees zur Überwachung von Doping tätig. Später war er auch im Vorstand des IIHF European Champions Cup. Im Alter von 96 Jahren nahm Pásztor an seinem letzten IIHF-Jahreskongress teil.

## Ehrungen
György Pásztor wurde 1998 mit dem ungarischen Sportverdienstorden ausgezeichnet. 2003 wurde er als erster Ungar in die IIHF Hall of Fame aufgenommen. Im gleichen Jahr wurde er zum Ehrenmitglied des Magyar Olimpiai Bizottság ernannt und mit dem Ungarischen Verdienstorden ausgezeichnet.

## Persönliches
György Pásztor war von Beruf Apotheker und war von 1961 bis 1964 als solcher in Budapest tätig. Seine Tochter ist die Kostümbildnerin Beatrix Aruna Pásztor.
Pásztor starb am 22. August 2022 im Alter von 99 Jahren.